# ほろよい
ほろよい
1. ほろ酔い - 軽く酔った状態（酔いも参照）。
2. 「サントリー ほろよい」は、サントリーが製造販売するアルコール飲料の1つ（本稿で記述）。

## 概要
- 果実のほのかな甘味や優しい飲み心地が特徴のチューハイ。
- アルコール度数は3％で、果汁のほかに紅茶やワインを加えた種類もある。

## 種類
公式ラインナップ
- 白いサワー
- グレープ
- もも
- アイスティーサワー
- 白ぶどう
- アセロラサワー
- シュワビタサワー
- ハピクルサワー
- ミックスフルーツ
- カシスとオレンジ
- 梅酒ソーダ
- グレフルソルティ
- はちみつレモン
- コーラサワー
- サイダーサワー
- ジンジャー
- 渚のココパイン（期間限定）
- 森のキウイサワー（期間限定）

過去商品
- りんご
- レモン
- ぶどうサワー
- ワインサワー
- レモンジンジャー
- 麦とレモネード
- サイダークリア（すっきり）
- レモン（すっきり）
- 青りんご（すっきり）
- 贅沢白いサワー
- 白いサワー<もも味>
- 白いサワー<バナナ味>
- 甘夏サワー（期間限定）
- 赤りんご（期間限定）
- 秋色りんご（期間限定）
- オレンジティーサワー（期間限定）
- キウイサワー（期間限定）
- カシスとぶどう（期間限定）
- 香るあんず（期間限定）
- 白いサワー<いちご>（期間限定）
- 白いサワー<メロン>（期間限定）
- 白いサワー<ぶどう>（期間限定）
- 白いサワー<白桃味>（期間限定）
- 白いサワー<マスカット味>（期間限定）
- 塩すいか（期間限定）
- シトラスサワー（期間限定）
- 冬のジンジャー（期間限定）
- ひんやり梨（期間限定）
- ひんやり小梅サワー（期間限定）
- ひんやりみかんサワー（期間限定）
- フルーツオレサワー（期間限定）
- フルーツパンチ（期間限定）
- 初みかん（期間限定）
- 手摘みりんご（期間限定）
- メロン（期間限定）
- メロンサワー（期間限定）
- ライチ（すっきり）（期間限定）
- 密りんご（期間限定）
- マンゴーサワー（期間限定）
- 練乳いちごサワー（期間限定）
- 和梨（期間限定）
- 涼みあんず（初夏限定）
- ラムネサワー（初夏限定）
- 冷やしあんず（初夏限定）
- 冷やしパイン（初夏限定）
- みぞれいちごサワー練乳仕立て（夏季限定）
- みぞれマンゴーサワー練乳仕立て（夏季限定）
- 白いサワー<グレープフルーツ>（夏季限定）
- 冬みかん（冬季限定）
- いちご（冬季限定）
- 白いサワープレミアム（限定プレミアム）
- 白いサワー香るマスカット（投票商品）
- 贅沢白いサワー（限定プレミアム）
- フルーツサングリア（期間限定）
- ゆずみつサワー（期間限定）
- アップルパンチ（期間限定）
- みかんサワー（期間限定）
- 白いサワー<マンゴー>（期間限定）
- 白いサワー<アロエ>（期間限定）
- はっさく（夏季限定）
- 洋梨&りんご（期間限定）
- 杏仁&マンゴー（期間限定）
- クリームソーダサワー（期間限定）
- 白桃とオレンジ（期間限定）
- 甘夏（期間限定）
- 夏ライチ（夏季限定）
- ゆずとはっさく（期間限定）
- 桃と洋梨（期間限定）
- パッションパンチ（期間限定）

## CM

### 出演者

#### 2023年
- Chara
- 古川琴音

#### 2022年
- 古川琴音

#### 過去
- 堀北真希 - ほろったー内で明かされたCM内のつぶやきでは、ハンドルネームが他の2人と異なり、イニシャルではなく「MaKi」となっていた。
- 水嶋ヒロ - ほろったーで確認できるCM上のTwitter内のハンドルネームは、本名の「齋藤智裕」から「T.S」となっている。
- オダギリジョー - ほろったーで確認できるCM上のTwitter内のハンドルネームは、「O.Y」となっている（「Y」でなく「J」のはずだが直されないままとなっている）。
- 玉木宏
- 桐谷健太
- 永山絢斗
- 佐藤健
- トリンドル玲奈
- 二階堂ふみ
- 野村周平
- 成海璃子
- 渡辺大知
- 片平里菜
- 沢尻エリカ[1]
- 佐藤二朗（2019年 - 2021年）
- 黒木華（2019年 - 2021年）

### CMソング
- 『ポーのワルツ』（山梨鐐平） - 『山梨鐐平の世界』に収録されている。
- 『やさしい気持ち』（2023年4月 - ） - Charaの楽曲。春野によるカバー[2]

### 各タイトル
- ラブレター1
- ラブレター2
- つながる時間
- 白が好き
- キャンパス
- なう
- 白は?
- 好きな色
- 連想
- いまどうしてる?
- 心と心で
- 素敵なレッスン
- 矛盾上等
- 絆
- いま
- 愛して
- 恋と愛
- 愛と平和
- アイス
- 似てる
- 大人
- 大きな人
- ちちんぷいぷい
- ほろよいで話そ。30s
- ほろよいで話そ。 春・15s